# Khaos Legions
Khaos Legions è il decimo album in studio del gruppo musicale svedese Arch Enemy, pubblicato il 30 maggio 2011 dalla Century Media.

## Descrizione
Registrato tra dicembre 2010 e marzo 2011, Khaos Legions è stato l'ultimo album registrato dal gruppo insieme al chitarrista Christopher Amott e alla cantante Angela Gossow, i quali hanno abbandonato il gruppo rispettivamente nel 2012 e nel marzo 2014.
Il disco è stato pubblicato nei formati standard ed edizione limitata. Quest'ultima contiene un disco aggiuntivo denominato Kovered in Khaos CD, che racchiude una cover realizzata durante le sessioni di registrazione di Khaos Legions e tre realizzate durante le sessioni di registrazione di Rise of the Tyrant.

## Tracce
Testi di Angela Gossow, musiche di Michael Amott, Christopher Amott, Daniel Erlandsson e Sharlee D'Angelo.
1. Khaos Overture (Instrumental) – 1:30
2. Yesterday Is Dead and Gone – 4:21
3. Bloodstained Cross – 4:48
4. Under Black Flags We March – 4:40
5. No Gods, No Masters – 4:14
6. City of the Dead – 4:30
7. Through the Eyes of a Raven – 5:09
8. Cruelty Without Beauty – 4:59
9. We Are a Godless Entity (Instrumental) – 1:34
10. Cult of Chaos – 5:10
11. Thorns in My Flesh – 4:54
12. Turn to Dust (Instrumental) – 0:38
13. Vengeance Is Mine – 4:09
14. Secrets – 4:05

Tracce bonus nella versione giapponese
1. The Zoo – 4:42 (Rudolf Schenker, Klaus Meine) – originariamente interpretata dagli Scorpions
2. Snow Bound (Acoustic) – 1:41 (musica: Michael Amott, Christopher Amott)

CD bonus nella Limited Edition – Kovered in Khaos CD
1. Warning (Discharge) – 2:45 (Cal Morris, Rainy Wainwright, Garry Maloney, Peter Purtill)
2. Wings of Tomorrow (Europe) – 3:15 (Joey Tempest)
3. The Oath (Kiss) – 4:14 (Paul Stanley, Bob Ezrin, Tony Powers)
4. The Book of Heavy Metal (Dream Evil) – 4:17 (Fredrik Nordström, Peter Stålfors, Niklas Isfeldt, Gus G., Snowy Shaw)

## Formazione
Gruppo
- Angela Gossow – voce
- Michael Amott – chitarra solista
- Christopher Amott – chitarra solista
- Sharlee D'Angelo – basso
- Daniel Erlandsson – batteria

Altri musicisti
- Per Wiberg – tastiera
- Staffan Karlsson – rumorismo, effetti
- Mats Johansson – tastiera e programmazione aggiuntivi in Cruelty Without Beauty
- Mikkel Sandager – cori

## Classifiche
| Classifica (2012) | Posizione massima |
| ----------------- | ----------------- |
| Austria           | 37                |
| Belgio (Fiandre)  | 70                |
| Belgio (Vallonia) | 65                |
| Finlandia         | 9                 |
| Francia           | 77                |
| Germania          | 15                |
| Paesi Bassi       | 75                |
| Spagna            | 61                |
| Svezia            | 25                |
| Svizzera          | 41                |